# Parafreoides ghanaensis
Parafreoides ghanaensis là một loài bọ cánh cứng trong họ Cerambycidae.